# Rue Souverain-Pont
La rue Souverain-Pont est une ancienne rue de commerce du centre historique de la ville de Liège (Belgique) reliant la place Saint-Lambert à la rue de la Cathédrale. 

## Toponymie
En 841, l'évêque Hircaire fait construire un pont plus solide qu'on nomma le Souverain-Pont. Probablement en bois, on prétend qu'il allait jusqu'à Cornillon au pied de la colline. Ce pont de bois souvent dégradé par le charriage des glaçons, traversait la Meuse en face de la rue Souverain-Pont et aboutissait dans la rue des Pêcheurs appelée à l'époque Pexheurue, actuelle rue du Capitaine, dans le quartier d'Outremeuse. Il fut remplacé par le premier pont des Arches placé quelques dizaines de mètres plus en aval. Un passage dans le rempart s'appelait pont. Ce pont était dit souverain parce que supérieur (en amont) au pont des Arches.
La partie basse de la rue actuellement nommée Chéravoie faisait jadis partie intégrante le la rue.

## Description
Cette rue pavée en partie piétonne, d'une longueur de 233 m, est assez étroite (largeur parfois inférieure à 4 m). Les plus anciens des immeubles sont caractéristiques du style mosan de la fin du XVIIe siècle et surtout du XVIIIe siècle. Ils possèdent en général deux étages et sont formés de baies rectangulaires jointives. Les rez-de-chaussée ont été transformés en commerces.

## Patrimoine
L'hôtel de maître de deux étages construit en 1777 et sis au no 13 est repris sur la liste du patrimoine immobilier classé de Liège comme les autres immeubles figurant sur la liste ci-dessous.
| Objet                                                 | Année de construction / Architecte | Adresse          | Section communale | Coordonnées                      | Numéro d’inventaire | Illustration |
| ----------------------------------------------------- | ---------------------------------- | ---------------- | ----------------- | -------------------------------- | ------------------- | ------------ |
| Maison - Façades et toitures                          |                                    | no 7             | Centre            | 50° 38′ 40″ nord, 5° 34′ 29″ est | 62063-CLT-0331-01   | Maison       |
| Maison                                                |                                    | no 8             | Centre            | 50° 38′ 41″ nord, 5° 34′ 28″ est | 62063-CLT-0150-01   | Maison       |
| Maisons - Façades à rue et toitures                   |                                    | nos 9-11 et 11 A | Centre            | 50° 38′ 40″ nord, 5° 34′ 29″ est | 62063-CLT-0335-01   | Maison       |
| Maison - Façade à rue et toiture                      |                                    | no 10            | Centre            | 50° 38′ 40″ nord, 5° 34′ 28″ est | 62063-CLT-0321-01   | Maison       |
| Maison - Façade à rue et toiture                      |                                    | no 12            | Centre            | 50° 38′ 40″ nord, 5° 34′ 28″ est | 62063-CLT-0332-01   | Maison       |
| Maison - Façade à rue et toiture                      |                                    | no 13            | Centre            | 50° 38′ 39″ nord, 5° 34′ 30″ est | 62063-CLT-0333-01   | Maison       |
| Maison - Façade à rue et toiture                      |                                    | no 15            | Centre            | 50° 38′ 39″ nord, 5° 34′ 30″ est | 62063-CLT-0318-01   | Maison       |
| Maison (Théâtre Proscenium) - Façade à rue et toiture |                                    | no 28            | Centre            | 50° 38′ 39″ nord, 5° 34′ 29″ est | 62063-CLT-0325-01   | Maison       |

## Activités
Cette voie piétonne compte un théâtre, le Proscenium, et de nombreux commerces parmi lesquels plusieurs restaurants grecs et turcs. 

## Voiries adjacentes
- Place Saint-Lambert
- Rue Léopold
- Rue Chapelle-des-Clercs
- Rue Jamin-Saint-Roch
- Rue de la Cathédrale
- Chéravoie